# 스칼라 레지아
스칼라 레지아(Scala Regia)는 이탈리아어로 ‘왕의 계단’이라는 뜻이다. 아래에 나와 있는 것들을 포함해서, 과거 공화정 시절에도 여러 웅장한 계단 입구에도 스칼라 로지아라는 이름을 붙였다.
- 바티칸의 스칼라 레지아. 베르니니(1663-1660)가 설계한 터널식 계단으로 바티칸 궁전과 성 베드로 대성전을 이어주는 부분이다.
- 카프라롤라에 있는 빌라 파르네세의 중심 계단
- 루카에 있는 두칼레 궁전의 문간
- 웨스트민스터 궁전의 상원에 있는 문간

그 밖에 유명한 계단 입구로는 베네치아의 스칼라 도로(Scala D'oro) 등이 있다.